# Звичайні хондрити

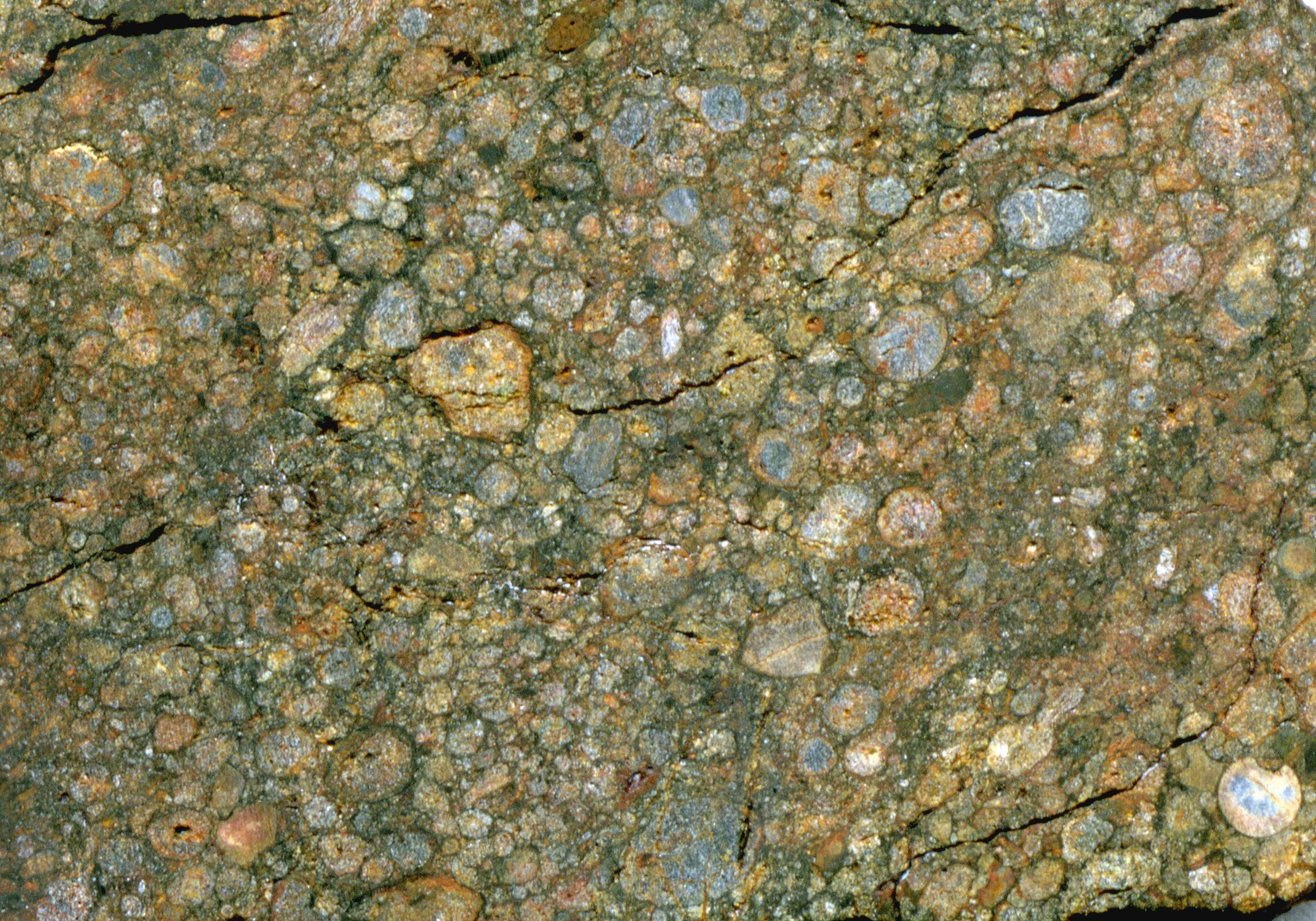
Пластина звичайного хондрита NWA 3189. Масштаб зображення відповідає ~2.2 см у ширину. NWA 3189 був класифікований як звичайний хондрит групи LL3.2-3.4 («LL» означає дуже низький загальний вміст заліза; «3» стосується добре збережених хондр — порода не піддавалася досить інтенсивному метаморфізму, аби це могло завдати непоправної шкоди хондровій структурі). Цей хондрит має гарну, різнокольорову суміш хондр різноманітних форм та розмірів.

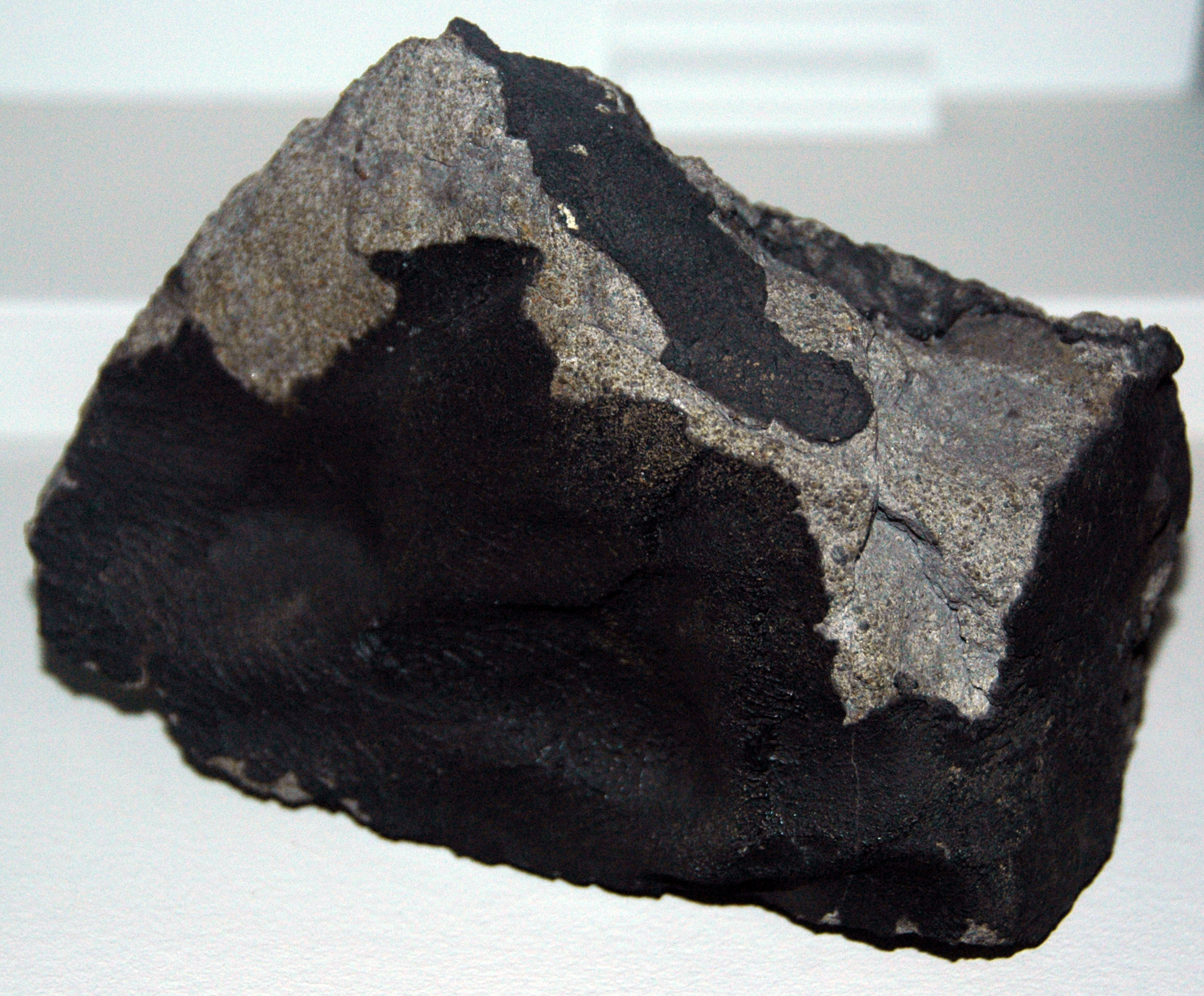
Метеорит Ochansk, звичайний хондрит із кіркою плавлення, виявлений 1887 року в Росії.

Звичайні хондрити (англ. Ordinary chondrites, O chondrites) — клас кам'яних хондрових метеоритів. Вони значно переважають інші різновиди метеоритів за чисельністю, — з-поміж усіх знайдених на Землі метеоритів звичайні хондрити становлять 87%. Саме тому вони отримали назву «звичайні». 
Припускають, що звичайні хондрити походять із трьох батьківських астероїдів, уламки кожного з яких утворюють окрему групу метеоритів — H-хондрити, L-хондрити та LL-хондрити.

## Походження
Підозрюється, що ці метеорити не є представниками типових астероїдних батьківських тіл, а радше декількох обраних, які розташовані в такому місці Сонячної системи, яке сприятливе для потрапляння цих метеоритів на навколоземні орбіти. До таких місць можна віднести, наприклад, розташування поблизу люків Кірквуда та/або меж орбітального резонансу в головному поясі астероїдів. Фактично, лише один, непоказний астероїд 3628 Божнемцова був ідентифікований як такий, що має спектр дуже близький до спектру звичайних хондритів.
Імовірним батьківським тілом H-хондритів (до яких належать близько 46% усіх звичайних хондритів) є астероїд 6 Геба, однак його спектр дещо відрізняється, що спричинено, швидше за все, наявністю металевого компонента, утвореного внаслідок плавлення при зіткненні з іншим тілом.
Імовірно, звичайні хондрити являють собою добре збережені зразки лише декількох окремих астероїдів, які опинилися в потрібний час у потрібному місці, щоб багато їхніх уламків потрапило до Землі у наш час. З іншого боку, спостереження за астероїдом 243 Іда, які виконував космічний апарат Галілео, виявили, що поверхня планетоїда частково «вивітрюється» й спектр відбиття нововідкритої поверхні нагадує спектр звичайних хондритів, тоді як старіша поверхня має спектр, що відповідає спектрам звичайних астероїдів S-типу.

## Хімічний склад
Звичайні хондрити поділяють на три групи, які відрізняються між собою вмістом заліза та його хімічним станом:
- H-хондрити(інші мови) мають високий (англ. High) загальний вміст заліза;
- L-хондрити(інші мови) мають порівняно низький (Low) загальний вміст заліза;
- LL-хондрити(інші мови) мають низький (Low) загальний вміст заліза і, на відміну від L-групи, більша його частка перебуває в окисненому стані, а менша — у вільному (металічному).

Залежно від мінералогічного складу звичайні хондрити поділяють на олівін-гіперстенові, олівін-бронзитові та олівін-піжонітові. Найпоширенішими є олівін-гіперстенові.